# GK Lada Toljatti
Der GK Lada Toljatti (russisch Гандбольный клуб «Лада» Тольятти, Gandbolny klub „Lada“ Toljatti, „Handballclub Lada Toljatti“) ist ein russischer Frauen-Handballverein aus Toljatti.

## Geschichte
Der Club wurde am 7. April 1998 gegründet. Zwar war eigentlich auf der Basis der Kinder- und Jugendsportschule Nr. 6 schon 1996 ein Vorgängerclub gegründet worden, doch dieses hauptsächlich aus unerfahrenen B-Jugendlichen bestehende Team spielte nur in der dritten russischen Liga und gehörte auch dort eher zu den Abstiegskandidatinnen.
Im Juni 1997 nun kamen Andrei Stepanow und Alexei Schaworonkow, vormals Trainer des russischen Zweitligisten Sapsibowez Nowokusnezk, nach Toljatti. Die Stadt Nowokusnezk hatte zu dieser Zeit zwei Zweitligateams, konnte diese aber nicht mehr angemessen sponsern. So gingen Stepanow und Schaworonkow zunächst ins benachbarte, größere Samara, wo man sie weiter nach Toljatti vermittelte. Mit den neuen Trainern kamen neun neue Spielerinnen, und in der nächsten Saison spielte das Team statt Sapsibowez Nowokusnezk in der zweiten Liga. Nach einem 4. Platz in der ersten Saison stieg der ab April 1998 nun offiziell gegründete HC Lada Toljatti 1999 in die erste Liga auf, die russische Superliga.
Im Herbst 1999 sagte die AVTOVAZ Joint Stock Company, besser bekannt unter ihrem Markennamen Lada, dem Club Unterstützung zu. Juri Stepanow, einer der Manager, wollte Lada Toljatti zu einem international renommierten Handballclub machen.
So übernahm der spätere russische Frauen-Nationaltrainer, Jewgeni Trefilow, das Traineramt. Während Schaworonkow in seine Heimatstadt Urai, ging, wo er jetzt jüngere Spielerinnen trainiert, blieb Andrei Stepanow und wurde Leiter der im Dezember 1999 gegründeten Besonderen Olympischen Kinder- und Jugendsportschule Nr. 2 „Handball“ in Toljatti. Diese Schule wurde später der Grundstein für den Erfolg Toljattis: Aus dem ganzen Land wurden Spielerinnen gesichtet, die dann durch die knallharte Kaderschmiede Trefilows gehen mussten. Die späteren Stars kamen alle aus der eigenen Jugend: So spielten 2000 drei Nationalspielerinnen bei Toljatti, 2001 waren es doppelt so viele.
Nach einem 4. Platz in der Saison 1999/2000 wurde das Team 2001 noch Vizemeister, doch von 2002 bis 2006 wurde Lada Toljatti stets souverän Erster. 2003 stieg sogar die Reserve des Vereins in die russische Superliga auf und wurde in seiner ersten Saison Neunter.
2002 holte man mit dem Europapokal der Pokalsieger als erstes rein russisches Team einen Europapokal. Anfang 2003 debütierte der Verein in der EHF Champions League, scheiterte aber im Viertelfinale am dänischen Club Viborg HK sowie im nächsten Jahr am RK Krim Ljubljana aus Slowenien. 2005 scheiterte der Verein sogar in der Gruppenphase und stieg in den Europapokal der Pokalsieger ab, wo man am deutschen Verein 1. FC Nürnberg scheiterte. 2006 war erneut gegen den RK Krim Ljubljana Endstation.
Der Sommer 2006 bedeutete einen radikalen Einschnitt in der Geschichte des Clubs: Die AVTOVAZ Joint Stock Company übernahm den Verein zu 100 %, Juri Stepanow wurde „Schirmherr“. Der Club nannte sich nun vorrangig nur noch HC Lada. Gleichzeitig wurde auf Initiative des russischen Verbandes der Konkurrenz-Verein Swesda Swenigorod gegründet, vermutlich mit dem Zweck, das Zentrum des russischen Frauenhandballs in Zukunft näher an Moskau zu haben. Trainer Jewgeni Trefilow sowie die Spielerinnen Oxana Romenskaja und Natalja Schipilowa verließen den Club in Richtung Swenigorod. Neuer Trainer wurde der unbekannte Alexei Gumjanow. Der Trainerwechsel bedeutete allerdings keine Schwächung: Im Gegensatz zum autoritären Trefilow führte der Diplom-Psychologe Gumjanow beinahe eine Art Demokratie ein und redete mehr mit den Spielerinnen als Trefilow. Als Folge wurde man 2007 hinter Swenigorod zwar nur Zweiter in der Meisterschaft, gewann aber den neu eingerichteten russischen Pokal und zog – nachdem man Teams wie Viborg HK oder Hypo Niederösterreich geschlagen hatte – sensationell als erstes russisches Team überhaupt in ein Finale der EHF Champions League ein; dort unterlag man schließlich gegen Slagelse DT.
In der Champions League 2007/08 machte Lada Toljatti gute Figur und konnte die Hauptrunde erreichen. Dort verloren die Russinnen die ersten beiden Spiele, konnten sich aber dennoch sensationell für das Semifinale qualifizieren. Dort war Endstation, Hypo Niederösterreich gelang die Revanche für das Out im Vorjahr.
Im Sommer 2011 übernahm wieder Jewgeni Trefilow das Traineramt. Unter seiner Führung triumphierte Lada Toljatti 2012 im EHF-Pokal.

## Sponsoren
Der Verein wird seit seiner Gründung vom in Toljatti ansässigen Autohersteller AVTOVAZ Joint Stock Company gesponsert und trägt seinen Sponsor auch im Namen.

## Erfolge
- Russischer Meister: 2002, 2003, 2004, 2005, 2006, 2008
- Russischer Pokalsieger: 2006
- Champions-League-Finalist: 2007
- Sieger im Europapokal der Pokalsieger: 2002
- Sieger im EHF-Pokal: 2012, 2014

## Bekannte ehemalige Spielerinnen
- Olga Akopjan
- Irina Blisnowa
- Darja Dmitrijewa
- Ljudmila Postnowa
- Oxana Romenskaja
- Marija Sidorowa